# Movatn
Movatn är den enda tätorten i Oslo kommun utöver Oslo, belägen i Maridalen på gränsen till Nittedals kommun. Här finns en hållplats på Gjövikbanen  19,34 kilometer norr om Oslo Sentralstasjon.